# Großer Preis von Deutschland 1972
Der Große Preis von Deutschland 1972 (offiziell XXXIV Großer Preis von Deutschland) fand am 30. Juli auf dem Nürburgring in Nürburg statt und war das achte Rennen der Automobil-Weltmeisterschaft 1972.

## Berichte

### Hintergrund
Nach einer guten Vorstellung beim Großen Preis von Großbritannien durfte Arturo Merzario trotz der Rückkehr des von seinem Armbruch genesenen Stammfahrers Clay Regazzoni einen weiteren Grand-Prix-Einsatz für Ferrari bestreiten. Dies wurde zudem dadurch begünstigt, dass der eigentliche dritte Werksfahrer des Teams, Mario Andretti, ebenso wie sein bei McLaren unter Vertrag stehender Landsmann Peter Revson wegen eines parallel stattfindenden USAC-Rennens nicht anwesend war. Revsons Vertretung übernahm zum wiederholten Mal Brian Redman.
Da Henri Pescarolo den neuen Politoys FX3 beim ersten Einsatz im britischen Grand Prix schwer beschädigt hatte, trat Frank Williams Racing Cars wieder wie zuvor als reines March-Kundenteam an.
Bei B.R.M. führte man die stetigen Fahrerwechsel in dieser Saison fort, sodass diesmal Peter Gethin und Jackie Oliver zugunsten von Reine Wisell und Howden Ganley auf die Teilnahme verzichten mussten.

### Training
Das Training lieferte bereits erste Anzeichen für eine bevorstehende Dominanz des Nordschleifen-Spezialisten Jacky Ickx, indem dieser die im Vorjahr von Jackie Stewart aufgestellte Rundenbestzeit um 12 Sekunden unterbot und sich damit die Pole-Position sicherte. Stewart und Emerson Fittipaldi blieben ebenfalls jeweils unter 7:10 Minuten. Ronnie Peterson und François Cevert komplettierten die ersten fünf Startplätze.

### Rennen
Ickx setzte seine Pole-Position in eine Führung um, die er bis ins Ziel nicht mehr abgab. Während des Rennens verbesserte er die 1971 von Cevert aufgestellte Bestzeit für die schnellste Rennrunde um rund sieben Sekunden auf 7:13,6 Minuten, während Stewart und Peterson in den ersten Runden Rad an Rad um den zweiten Platz kämpften.
Der Privatfahrer Dave Charlton musste das Rennen nach vier Runden wegen Krankheit aufgeben.
Fittipaldi, der zunächst hinter Peterson und Regazzoni zurückgefallen war, holte stark auf und konnte in der zweiten Runde Regazzoni überholen. In der fünften Runde gelang ihm dies auch mit Peterson. Dieser drehte sich in der neunten Runde und fiel hinter Regazzoni zurück. Kurz darauf trat Qualm aus dem Getriebe des Lotus 72 von Fittipaldi, woraufhin der in der Weltmeisterschaftswertung führende Fahrer das Rennen aufgeben musste.
Kurz vor dem Ende lag Regazzoni knapp vor Stewart auf dem zweiten Platz hinter Ickx. In der letzten Runde versuchte Stewart ein Überholmanöver im Bereich des Streckenabschnittes Hatzenbach, um seine WM-Chancen nach dem Ausfall Fittipaldis zu wahren. Die beiden kollidierten, woraufhin Stewart in die Leitplanken einschlug und das Rennen nicht beenden konnte. Aufgrund seiner zurückgelegten Distanz wurde er allerdings noch als Elfter gewertet. Regazzoni konnte weiterfahren und einen Ferrari-Doppelsieg sicherstellen. Peterson schaffte den einzigen Podestplatz des March-Werksteams in dieser Saison.
Ickx erreichte den ersten und einzigen Grand Slam seiner Formel-1-Karriere, indem er sowohl die Pole-Position als auch die schnellste Rennrunde erzielt und zudem das Rennen von der ersten bis zur letzten Runde angeführt hatte. Es stellte sich allerdings im Laufe seiner weiteren sieben Jahre in der Formel 1 heraus, dass dies auch sein letzter Grand-Prix-Sieg war.

## Meldeliste
| Team                            | Nr. | Fahrer               | Chassis          | Motor                    | Reifen |
| ------------------------------- | --- | -------------------- | ---------------- | ------------------------ | ------ |
| Elf Team Tyrrell                | 01  | Jackie Stewart       | Tyrrell 003      | Ford Cosworth DFV 3.0 V8 | G      |
| Elf Team Tyrrell                | 07  | François Cevert      | Tyrrell 002      | Ford Cosworth DFV 3.0 V8 | G      |
| Elf Team Tyrrell                | 07  | François Cevert      | Tyrrell 004      | Ford Cosworth DFV 3.0 V8 | G      |
| John Player Team Lotus          | 02  | Emerson Fittipaldi   | Lotus 72D        | Ford Cosworth DFV 3.0 V8 | F      |
| John Player Team Lotus          | 25  | Dave Walker          | Lotus 72D        | Ford Cosworth DFV 3.0 V8 | F      |
| Yardley Team McLaren            | 03  | Denis Hulme          | McLaren M19C     | Ford Cosworth DFV 3.0 V8 | G      |
| Yardley Team McLaren            | 05  | Brian Redman         | McLaren M19A     | Ford Cosworth DFV 3.0 V8 | G      |
| Scuderia Ferrari SpA SEFAC      | 04  | Jacky Ickx           | Ferrari 312B2    | Ferrari 001/1 3.0 F12    | F      |
| Scuderia Ferrari SpA SEFAC      | 09  | Clay Regazzoni       | Ferrari 312B2    | Ferrari 001/1 3.0 F12    | F      |
| Scuderia Ferrari SpA SEFAC      | 19  | Arturo Merzario      | Ferrari 312B2    | Ferrari 001/1 3.0 F12    | F      |
| Marlboro B.R.M.                 | 06  | Jean-Pierre Beltoise | BRM P160C        | BRM P142 3.0 V12         | F      |
| Marlboro B.R.M.                 | 17  | Howden Ganley        | BRM P160C        | BRM P142 3.0 V12         | F      |
| Marlboro B.R.M.                 | 18  | Reine Wisell         | BRM P160C        | BRM P142 3.0 V12         | F      |
| Equipe Matra Sports             | 08  | Chris Amon           | Matra MS120D     | Matra MS72 3.0 V12       | G      |
| STP March Racing Team           | 10  | Ronnie Peterson      | March 721G       | Ford Cosworth DFV 3.0 V8 | G      |
| STP March Racing Team           | 23  | Niki Lauda           | March 721G       | Ford Cosworth DFV 3.0 V8 | G      |
| Motor Racing Developments       | 11  | Graham Hill          | Brabham BT37     | Ford Cosworth DFV 3.0 V8 | G      |
| Motor Racing Developments       | 12  | Carlos Reutemann     | Brabham BT37     | Ford Cosworth DFV 3.0 V8 | G      |
| Motor Racing Developments       | 26  | Wilson Fittipaldi    | Brabham BT34     | Ford Cosworth DFV 3.0 V8 | G      |
| Brooke Bond Oxo Team Surtees    | 14  | Mike Hailwood        | Surtees TS9B     | Ford Cosworth DFV 3.0 V8 | F      |
| Brooke Bond Oxo Team Surtees    | 15  | Tim Schenken         | Surtees TS9B     | Ford Cosworth DFV 3.0 V8 | F      |
| Ceramica Pagnossin Team Surtees | 16  | Andrea de Adamich    | Surtees TS9B     | Ford Cosworth DFV 3.0 V8 | F      |
| Team Williams Motul             | 20  | Henri Pescarolo      | March 721        | Ford Cosworth DFV 3.0 V8 | G      |
| Team Williams Motul             | 21  | Carlos Pace          | March 711        | Ford Cosworth DFV 3.0 V8 | G      |
| Team Eifelland Caravans         | 22  | Rolf Stommelen       | Eifelland Typ 21 | Ford Cosworth DFV 3.0 V8 | G      |
| Martini Racing Team             | 27  | Derek Bell           | Tecno PA123/3    | Tecno Series-P 3.0 F12   | F      |
| Clarke-Mordaunt-Guthrie Racing  | 28  | Mike Beuttler        | March 721G       | Ford Cosworth DFV 3.0 V8 | G      |
| Scribante Lucky Strike Racing   | 29  | Dave Charlton        | Lotus 72D        | Ford Cosworth DFV 3.0 V8 | F      |

Anmerkungen
1. ↑  Der Tyrrell 004 mit der Startnummer 7T stand Cevert als T-Car zur Verfügung, kam jedoch nicht zum Einsatz.

## Klassifikationen

### Startaufstellung
| Pos. | Fahrer               | Konstrukteur   | Zeit   | Ø-Geschwindigkeit | Start |
| ---- | -------------------- | -------------- | ------ | ----------------- | ----- |
| 01   | Jacky Ickx           | Ferrari        | 7:07,0 | 192,520 km/h      | 01    |
| 02   | Jackie Stewart       | Tyrrell-Ford   | 7:08,7 | 191,756 km/h      | 02    |
| 03   | Emerson Fittipaldi   | Lotus-Ford     | 7:09,9 | 191,221 km/h      | 03    |
| 04   | Ronnie Peterson      | March-Ford     | 7:11,6 | 190,468 km/h      | 04    |
| 05   | François Cevert      | Tyrrell-Ford   | 7:12,2 | 190,204 km/h      | 05    |
| 06   | Carlos Reutemann     | Brabham-Ford   | 7:12,4 | 190,116 km/h      | 06    |
| 07   | Clay Regazzoni       | Ferrari        | 7:13,4 | 189,677 km/h      | 07    |
| 08   | Chris Amon           | Matra          | 7:13,9 | 189,458 km/h      | 08    |
| 09   | Henri Pescarolo      | March-Ford     | 7:14,4 | 189,240 km/h      | 09    |
| 10   | Denis Hulme          | McLaren-Ford   | 7:14,5 | 189,197 km/h      | 10    |
| 11   | Carlos Pace          | March-Ford     | 7:16,6 | 188,287 km/h      | 11    |
| 12   | Tim Schenken         | Surtees-Ford   | 7:17,2 | 188,028 km/h      | 12    |
| 13   | Jean-Pierre Beltoise | B.R.M.         | 7:17,3 | 187,985 km/h      | 13    |
| 14   | Rolf Stommelen       | Eifelland-Ford | 7:17,5 | 187,899 km/h      | 14    |
| 15   | Graham Hill          | Brabham-Ford   | 7:18,4 | 187,514 km/h      | 15    |
| 16   | Mike Hailwood        | Surtees-Ford   | 7:21,0 | 186,408 km/h      | 16    |
| 17   | Reine Wisell         | B.R.M.         | 7:21,4 | 186,239 km/h      | 17    |
| 18   | Howden Ganley        | B.R.M.         | 7:22,3 | 185,860 km/h      | 18    |
| 19   | Brian Redman         | McLaren-Ford   | 7:23,2 | 185,483 km/h      | 19    |
| 20   | Andrea de Adamich    | Surtees-Ford   | 7:23,7 | 185,274 km/h      | 20    |
| 21   | Wilson Fittipaldi    | Brabham-Ford   | 7:24,8 | 184,816 km/h      | 21    |
| 22   | Arturo Merzario      | Ferrari        | 7:25,9 | 184,360 km/h      | 22    |
| 23   | Dave Walker          | Lotus-Ford     | 7:29,5 | 182,883 km/h      | 23    |
| 24   | Niki Lauda           | March-Ford     | 7:32,2 | 181,791 km/h      | 24    |
| 25   | Derek Bell           | Tecno          | 7:33,3 | 181,350 km/h      | 25    |
| 26   | Dave Charlton        | Lotus-Ford     | 7:34,1 | 181,031 km/h      | 26    |
| 27   | Mike Beuttler        | March-Ford     | 7:35,9 | 180,316 km/h      | 27    |

### Rennen
| Pos. | Fahrer               | Konstrukteur   | Runden | Stopps | Zeit      | Start | Schnellste Runde |
| ---- | -------------------- | -------------- | ------ | ------ | --------- | ----- | ---------------- |
| 01   | Jacky Ickx           | Ferrari        | 14     | 0      | 1:42:12,3 | 01    | 7:13,6           |
| 02   | Clay Regazzoni       | Ferrari        | 14     | 0      | + 48,3    | 07    |                  |
| 03   | Ronnie Peterson      | March-Ford     | 14     | 0      | + 1:06,7  | 04    |                  |
| 04   | Howden Ganley        | B.R.M.         | 14     | 0      | + 2:20,2  | 18    |                  |
| 05   | Brian Redman         | McLaren-Ford   | 14     | 0      | + 2:35,7  | 19    |                  |
| 06   | Graham Hill          | Brabham-Ford   | 14     | 0      | + 2:59,6  | 15    |                  |
| 07   | Wilson Fittipaldi    | Brabham-Ford   | 14     | 0      | + 3:00,1  | 21    |                  |
| 08   | Mike Beuttler        | March-Ford     | 14     | 0      | + 5:10,7  | 27    |                  |
| 09   | Jean-Pierre Beltoise | B.R.M.         | 14     | 1      | + 5:20,2  | 13    |                  |
| 10   | François Cevert      | Tyrrell-Ford   | 14     | 1      | + 5:43,7  | 05    |                  |
| 11   | Jackie Stewart       | Tyrrell-Ford   | 13     | 0      | DNF       | 02    |                  |
| 12   | Arturo Merzario      | Ferrari        | 13     | 0      | + 1 Runde | 22    |                  |
| 13   | Andrea de Adamich    | Surtees-Ford   | 13     | 0      | + 1 Runde | 20    |                  |
| 14   | Tim Schenken         | Surtees-Ford   | 13     | 1      | + 1 Runde | 12    |                  |
| 15   | Chris Amon           | Matra          | 13     | 0      | + 1 Runde | 08    |                  |
| –    | Carlos Pace          | March-Ford     | 11     | 0      | NC        | 11    |                  |
| –    | Emerson Fittipaldi   | Lotus-Ford     | 10     | 0      | DNF       | 03    |                  |
| –    | Henri Pescarolo      | March-Ford     | 10     | 0      | DNF       | 09    |                  |
| –    | Denis Hulme          | McLaren-Ford   | 8      | 0      | DNF       | 10    |                  |
| –    | Mike Hailwood        | Surtees-Ford   | 8      | 0      | DNF       | 16    |                  |
| –    | Carlos Reutemann     | Brabham-Ford   | 6      | 0      | DNF       | 06    |                  |
| –    | Rolf Stommelen       | Eifelland-Ford | 6      | 0      | DNF       | 14    |                  |
| –    | Dave Walker          | Lotus-Ford     | 6      | 0      | DNF       | 23    |                  |
| –    | Niki Lauda           | March-Ford     | 4      | 0      | DNF       | 24    |                  |
| –    | Derek Bell           | Tecno          | 4      | 0      | DNF       | 25    |                  |
| –    | Dave Charlton        | Lotus-Ford     | 4      | 0      | DNF       | 26    |                  |
| –    | Reine Wisell         | B.R.M.         | 3      | 0      | DNF       | 17    |                  |

## WM-Stände nach dem Rennen
Die ersten sechs des Rennens bekamen 9, 6, 4, 3, 2 bzw. 1 Punkt(e). In der Konstrukteurswertung zählten dabei nur die Punkte des bestplatzierten Fahrers eines Teams.

### Fahrerwertung
| Pos. | Fahrer               | Konstrukteur | Punkte |
| ---- | -------------------- | ------------ | ------ |
| 01   | Emerson Fittipaldi   | Lotus-Ford   | 43     |
| 02   | Jackie Stewart       | Tyrrell-Ford | 27     |
| 03   | Jacky Ickx           | Ferrari      | 25     |
| 04   | Denis Hulme          | McLaren-Ford | 21     |
| 05   | Clay Regazzoni       | Ferrari      | 13     |
| 06   | Peter Revson         | McLaren-Ford | 10     |
| 07   | Jean-Pierre Beltoise | B.R.M.       | 9      |
| 08   | Ronnie Peterson      | March-Ford   | 9      |
| 09   | François Cevert      | Tyrrell-Ford | 9      |
| 10   | Chris Amon           | Matra        | 9      |
| 11   | Mike Hailwood        | Surtees-Ford | 4      |
| 12   | Brian Redman         | McLaren-Ford | 4      |
| 13   | Howden Ganley        | B.R.M.       | 3      |
| 14   | Andrea de Adamich    | Surtees-Ford | 3      |
| 15   | Mario Andretti       | Ferrari      | 3      |
| 16   | Carlos Pace          | March-Ford   | 3      |
| 17   | Tim Schenken         | Surtees-Ford | 2      |
| 18   | Graham Hill          | Brabham-Ford | 2      |

| Pos. | Fahrer            | Konstrukteur    | Punkte |
| ---- | ----------------- | --------------- | ------ |
| 19   | Arturo Merzario   | Ferrari         | 1      |
| 20   | Carlos Reutemann  | Brabham-Ford    | 0      |
| 21   | Wilson Fittipaldi | Brabham-Ford    | 0      |
| 22   | Niki Lauda        | March-Ford      | 0      |
| 23   | Helmut Marko      | B.R.M.          | 0      |
| 24   | Henri Pescarolo   | March-Ford      | 0      |
| 25   | Dave Walker       | Lotus-Ford      | 0      |
| 26   | Rolf Stommelen    | Eiffelland-Ford | 0      |
| 27   | Mike Beuttler     | March-Ford      | 0      |
| 28   | John Love         | Surtees-Ford    | 0      |
| 29   | Nanni Galli       | Ferrari / Tecno | 0      |
| –    | Reine Wisell      | B.R.M.          | 0      |
| –    | Peter Gethin      | B.R.M.          | 0      |
| –    | Àlex Soler-Roig   | B.R.M.          | 0      |
| –    | Dave Charlton     | Lotus-Ford      | 0      |
| –    | Patrick Depailler | Tyrrell-Ford    | 0      |
| –    | Derek Bell        | Tecno           | 0      |

### Konstrukteurswertung
| Pos. | Konstrukteur | Punkte |
| ---- | ------------ | ------ |
| 01   | Lotus-Ford   | 43     |
| 02   | Tyrrell-Ford | 33     |
| 03   | Ferrari      | 29     |
| 04   | McLaren-Ford | 29     |
| 05   | B.R.M.       | 12     |
| 06   | March-Ford   | 12     |

| Pos. | Konstrukteur   | Punkte |
| ---- | -------------- | ------ |
| 07   | Surtees-Ford   | 9      |
| 08   | Matra          | 9      |
| 09   | Brabham-Ford   | 2      |
| 10   | Eifelland-Ford | 0      |
| –    | Tecno          | 0      |